# Страница результатов поиска
Страница результатов поиска (англ. Search engine results page, SERP) или поисковая выдача — веб-страница, генерируемая поисковой системой в ответ на поисковый запрос пользователя.

## Структура
В странице результатов поиска в современных поисковых системах можно выделить несколько областей:
- органические поисковые результаты — основная часть выдачи;
- контекстные объявления (платные ссылки) — небольшие фрагменты текста, размещаемые в результатах поиска на платной основе. Это один из основных способов монетизации для поисковой системы;
- шорткаты (one-box’ы, колдунщики и т. п.) — область перед основными результатами поиска, где может быть помещён готовый ответ на запрос, полезная информация или ссылки, или предложено исправление опечаток в запросе;
- связанные запросы — переформулировки и уточнения введённого запроса, похожие на него запросы;
- элементы управления:
  - поле ввода поискового запроса, возможность автоматических подсказок (автодополнение);
  - ссылки для перехода на следующую, предыдущую и несколько соседних страниц выдачи.

## Органические поисковые результаты
Основную часть поисковой выдачи составляют органические (или естественные) поисковые результаты. Это список документов, найденных и проиндексированных поисковой системой, на ранжирование и показ которых не влияет продаваемая поисковой системой реклама. Обычно он упорядочен по убыванию релевантности документов поисковому запросу согласно применяемым в поисковой системе алгоритмам ранжирования, но во многих системах предусмотрены также и другие виды сортировки, например, по дате документов.
В качестве документов обычно выступают веб-страницы, но многие системы способны также индексировать и выдавать ссылки на файлы в таких форматах, как .pdf, .doc, .ppt и т. д., страницы с Flash-анимацией (.swf). Некоторые системы внедрили так называемый универсальный поиск (англ. universal search) — наряду с обычными документами в поисковую выдачу могут замешиваться, например, результаты поиска по картинкам, видеороликам, новостям, картам. С ростом популярности структурированных данных (англ. structured data) всё чаще в поисковой выдаче можно наблюдать «расширенные» сниппеты, которые занимают около 20-30 % от первой страницы Google.
Для каждого документа, как правило, показывается по крайней мере его заголовок, адрес и сниппет, показывающий слова запроса в контексте документа. Часто рядом с адресом есть также ссылка на сохранённую копию документа в кэше поисковой системы и функцию поиска похожих документов.  Google способен показывать для некоторых документов карту сайта (sitemap)  и дополнительные релевантные страницы с того же сайта.

## Шорткаты
Во многих поисковых системах для некоторых типов запросов в поисковой выдаче появляются специальным образом составленные результаты, сразу дающие ответ на пользовательский запрос, когда это возможно, или предоставляющие полезную ссылку или информацию. Общепринятого названия этим результатам не сложилось. Yahoo и некоторые независимые исследователи называют их «шорткатами» (англ. shortcuts), Google — «one-box’ами», Яндекс — «колдунщиками», Bing — «быстрыми ответами» (англ. instant answers), QIP — «чудодеями», DuckDuckGo — «полезностями» или «вкусностями» (англ. goodies). Обычно они появляются над результатами органической выдачи. Шорткаты можно рассматривать как часть технологии универсального поиска.
В качестве примеров ниже перечислены некоторые из one-box’ов, реализованных в Google:
- Калькулятор. В ответ на запрос, содержащий арифметическое выражение, вычисляется его значение. Google также поддерживает функцию перевода денег из разных валют как часть калькулятора.
- Поиск определений. Например, запрос «что такое астрофизика» выведет определение этого термина, найденное на странице из Википедии.
- Поиск фактов. Google способен распознавать и отвечать на такие запросы, как, например, «высота Эльбруса».
- Запрос «MSFT» (тикер корпорации Microsoft на фондовых биржах) выдаёт информацию о котировках её акций.
- Запрос «время в Москве» покажет текущее время в этом городе.